# Lady und Schneider
Personnages
- Le comte von Hohenstein
- Friedrich, Paul, ses fils
- Lady Bridewell, une veuve
- Lord Atworth, son oncle
- Baronne von Kargenhausen
- Adele, sa fille
- Fuchs, la secrétaire de la baronne
- Miss Kemble, La dame de compagnie de Lady
- Jean, la majordome de Paul
- Georg, le majordome du château du comte
- Restl, un vieux tailleur
- Linerl, sa fille
- Hyginus Heugeign, un tailleur, fiancé de Linerl

Lady und Schneider (en français, La Lady et le tailleur) est une pièce avec chant en deux actes de Johann Nestroy avec une musique de Michael Hebenstreit.

## Synopsis
Hyginus Heugeign, tailleur et politicien amateur et opportuniste, s'y consacre plus qu'à son métier et à son épouse Linerl. Quand il reçoit par hasard une invitation au bal costumé de Lady Bridewell, il s'imagine les liaisons politiques qu'il pourrait nouer.
Cette invitation cache une intrigue du comte Paul contre son frère aîné Friedrich. Heugeign méprend tout et pense qu'il est le centre des intrigues politiques. Linerl est abusée par Paul et Fuchs qui la persuadent de se déguiser en Lady Bridewell afin de sauver son mari. Lord Atworth saisit l'occasion d'une réunion de tous les intervenants dans le château de Lady Bridewell pour aider sa nièce et exposer les intrigants. Seulement Heugeign croit jusqu'à la fin en la politique.
Heugeign retrouve finalement la raison et revient penaud vers Linerl et son atelier de tailleur.

## Histoire
Nestroy s'inspire d'une histoire des Mystères de Paris d'Eugène Sue. Il s'était déjà inspiré de cette auteur pour Zwey ewige Juden und Keiner en 1846 et plus tard pour Kampl en 1852.
Dans la tradition de l'Alt-Wiener Volkstheater, Nestroy mélange bal costumé, déguisements, enlèvements, escrocs et slogans. 
Nestroy écrit cette pièce dans les premiers mois après la révolution autrichienne de 1848, en même temps que Judith und Holofernes. On peut la considérer comme une réponse à ce qui s'est passé depuis Freiheit in Krähwinkel, dans la mesure où les héros se ressemblent.
La première initialement prévue pour le 1er février 1849 est reportée de quelques jours en raison d'une maladie de Wenzel Scholz.
Johann Nestroy interprète Hyginus Heugeign, Wenzel Scholz Restl, Alois Grois Fuchs.
La pièce est jouée seulement six fois du 6 au 11 février. Elle revient un siècle après en 1954 à l'Akademietheater de Vienne. Elle est donnée de nouveau en 2011 au Nestroy-Spiele Schwechat.